# Wellington J. Reynolds

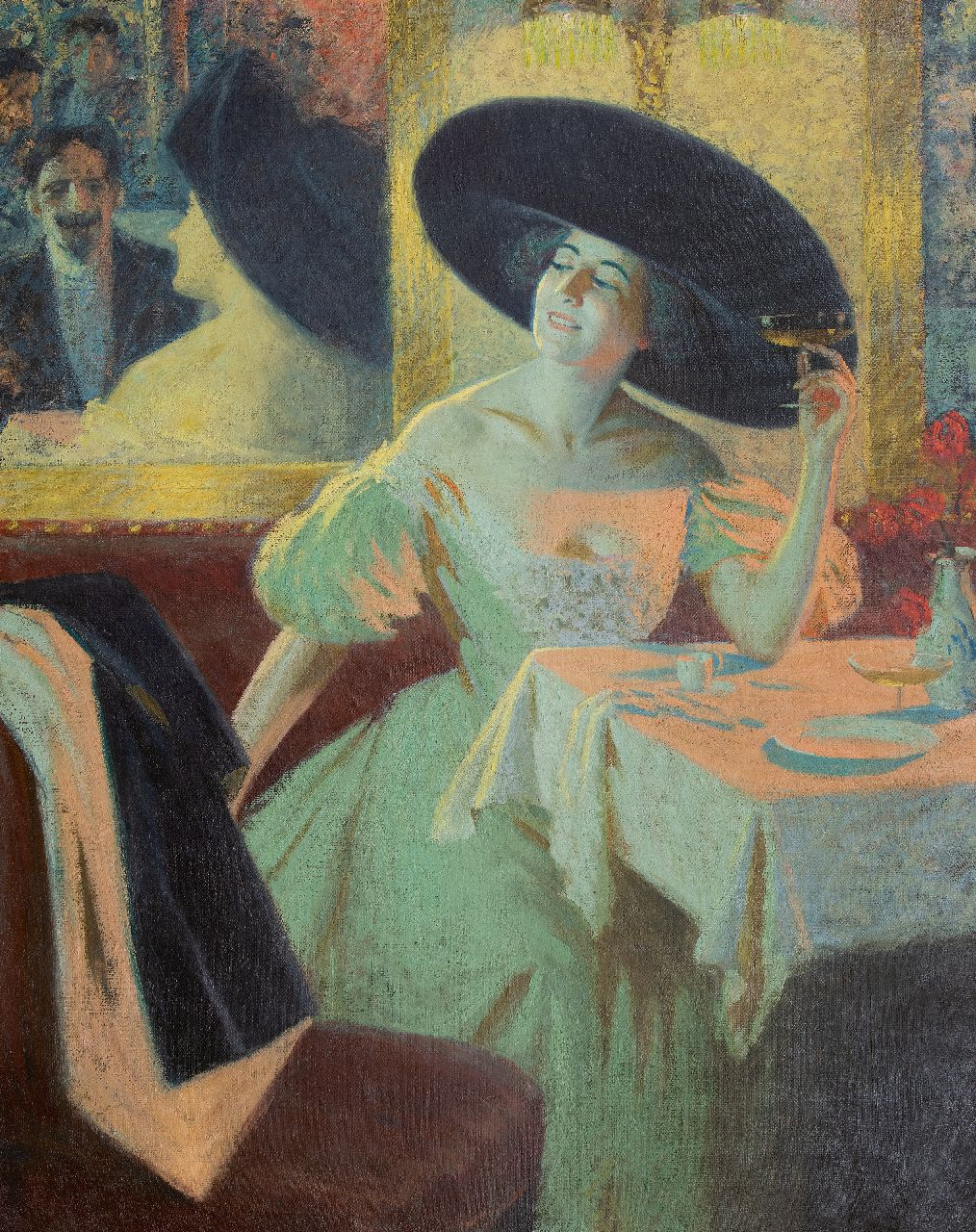
Wellington Jarard Reynolds: Au Café Parisienne (Öl auf Leinwand 142,5 × 112,5 cm, rückseitig signiert und betitelt)

Wellington Jarard Reynolds (* 9. April 1865 in New Lenox, Illinois; † 22. Januar 1949 in Chicago, Illinois) war ein US-amerikanischer Porträt- und Landschaftsmaler sowie Kunstpädagoge am Art Institute of Chicago.

## Leben
Wellington J. Reynolds  wuchs als jüngstes von acht Kindern auf der Familienfarm in New Lenox auf, von denen nur drei die Kindheit überlebten. 1885 begann er seine Ausbildung an der Chicago Academy of Design, dem Vorgängerinstitut des Art Institute of Chicago. Dort erhielt er 1887 den ersten Preis der Antikenabteilung sowie ein Stipendium. Im Herbst 1887 heiratete er Frances und zog mit ihr nach München, wo kurze Zeit später ihr gemeinsamer Sohn Ralph geboren wurde. Nach Frances’ frühem Tod im Jahr 1889 kehrte er mit dem Kind nach München zurück und ließ sich schließlich in Paris nieder, wo er Virginia Richmond Keeney heiratete. In Paris studierte er an der Académie Julian bei Jean-Paul Laurens und Benjamin-Constant sowie an der École des Beaux-Arts. 1898 kehrte Reynolds mit seiner Familie nach Chicago zurück. Er wurde bald ein gefragter Porträtist und übernahm im Jahr 1904 eine Dozentenstelle für Anatomie an der Academy of Fine Arts. Ab 1913 unterrichtete er am Art Institute of Chicago, wo er 1938 als erster Dozent eine Pension erhielt. Nach seiner Pensionierung eröffnete er erneut ein Atelier, erlitt jedoch gesundheitliche Rückschläge, die zu einem längeren Aufenthalt in einem staatlichen Krankenhaus führten. Dank der Unterstützung durch Kollegen und Förderer konnte er später in einem Atelierkollektiv arbeiten. Er starb 1949 als Charity-Patient im Cook County Hospital von Chicago.

## Werk
Wellington J. Reynolds’ Œuvre umfasst vorwiegend Porträts und impressionistisch beeinflusste Landschaftsdarstellungen. Er war bekannt für seinen akademisch fundierten Malstil mit französischer Beaux-Arts-Prägung, in den er dekorative impressionistische Elemente aufnahm. Seine Arbeiten wurden vom Publikum geschätzt und von Jurys häufig ausgezeichnet, beispielsweise mit Medaillen bei der Marshall-Field-Ausstellung (1908), der Chicago Society of Artists (1910), der Norman Wait Harris Bronze Medal (1921) und der Silbermedaille des Pariser Salons (1925), die zu den höchsten Auszeichnungen für Nicht-Franzosen zählt.